# Ligue 2 2025/26
Die Ligue 2 2025/26 (auch nach dem Sponsor, Balkrishna Industries, Ligue 2 BKT) soll die 87. Austragung der zweithöchsten französischen Fußballliga werden. Sie beginnt am 8. August 2025 und endet am 8. Mai 2026.
Am Saisonende steigen die besten zwei Teams direkt in die Ligue 1 auf, während die Vereine auf den Plätzen drei bis fünf mit dem 16. der Ligue 1 einen weiteren Platz in der obersten Klasse ausspielen. Zwei Vereine steigen am Ende der Saison direkt in die National (D3) ab, der Drittletzte spielt in der Relegation um den Klassenerhalt.

## Teilnehmer
Für die Ligue 2 2025/26 haben sich bisher folgende Mannschaften qualifiziert:
- die drei Absteiger aus der Ligue 1 2024/25:
  -  HSC Montpellier
  -  AS Saint-Étienne
  -  Stade Reims
- die verbliebenen Mannschaften der Ligue 2 2024/25:

  -  SC Amiens
  -  FC Annecy
  -  SC Bastia
  -  Clermont Foot
  -  USL Dunkerque
  -  Grenoble Foot
  -  EA Guingamp
  -  Stade Laval
  -  Red Star Paris
  -  FC Pau
  -  AF Rodez
  -  ES Troyes AC
- die beiden Aufsteiger aus der National 1 2024/25:

  -  Le Mans FC
  -  AS Nancy